# Кривомазов, Николай Павлович
Никола́й Па́влович Кривома́зов (20 сентября 1947, станица Мальчевская, Ростовская область — 15 марта 2012, Москва) — российский журналист, главный редактор журнала «Русская водка», ответственный секретарь газеты «Правда», писатель и сценарист. Регулярно и с симпатией писал об алкоголе как напитке и социальном явлении, проблематике алкогольного рынка, выпускал периодическое издание, посвящённое горячительной теме. Издавал также журнал «Гражданин».

## Биография
После окончания Каменского музыкально-педагогического училища был направлен по распределению в Якутию. Два года работал учителем. Закончил Якутский университет и сценарное отделение ВГИКа. С 1968 года занимался профессиональной журналистикой. Работал в якутской районной газете «Ленские маяки», иркутской областной газете «Советская молодёжь». С 1977 года — собственный корреспондент по Красноярскому краю, Уралу, Иркутску, ряда центральных газет — «Комсомольская правда» (именно в этой газете была опубликована вызвавшая общественный резонанс его статья «Рагу из синей птицы» с резкой критикой группы «Машина времени»), затем «Социалистическая индустрия» и «Правда».
В 1989 году переведён на работу в центральный аппарат «Правды», где с 1992 по 1994 год работал ответственным секретарём, куда его выдвинул главный редактор Геннадий Селезнёв. В 1995—1998 годах — обозреватель «Российской газеты». Писал репортажи из воюющей Сербии. В 1998 году создал Издательский дом «Гражданин». Автор ряда книг и сценариев к фильмам, среди которых — боевик «Взбесившийся автобус», единственный советско-израильский художественный фильм.
Издавал несколько журналов, среди которых особый успех имел журнал «Русская водка», в котором алкогольная тема была раскрыта в разных точек зрения. В одном из номеров в качестве эпиграфа Кривомазов употребил фразу Горького: «Пьяных не люблю. Пьющих понимаю. Непьющих опасаюсь».
Автор повести «Пропало лето» о старшеклассниках, которые пытаются решить сложные проблемы экологии.
В первых числах февраля 2012 года Кривомазов внезапно почувствовал острое недомогание и был госпитализирован. Врачи поставили диагноз — саркома лимфатических узлов. 15 марта 2012 года он скончался в московской больнице. Отпевание прошло в храме Троицы в Останкине. Похоронен на Перепечинском кладбище (участок № 69).
Николай был дважды женат, вдову зовут Людмила Анатольевна Кривомазова. В браке родились два сына: Алексей, живёт в Иркутске; Павел (умер в 1990-х годах). В семье Кривомазова выросли также двое приёмных сыновей от первого брака Людмилы — Михаил и Евгений.